# Parroquia
Parroquia, från grekiskans paroikeo vilket betyder ungefär 'bo nära', är en kyrkobegrepp inom romersk-katolska kyrkan och spansktalande länder. Parroquia kan översättas till församling men ordet används även för kyrkobyggnader och har då betydelsen kretskyrka, eller församlingskyrka och är syftar på kyrkan i en territoriell församlings gemenskap.